# William (nombre)
William es un nombre propio de los antiguos germánicos. Se hizo muy popular en el idioma inglés después de la conquista normanda de 1066, y siguió siéndolo durante toda la Edad Media y en la era moderna. El equivalente moderno en alemán es "Wilhelm". Es a veces abreviado "Wm." . Las abreviaturas más comunes del nombre suelen ser "Willy", "Will", "Billy" y "Bill". Su traducción al español es Guillermo.

## Origen
El nombre William viene del nombre William en antiguo francés, en su dialecto normando, nombre de origen germánico: Willo = voluntad, deseo, amor, pasión; Hem = casco, protección; en alemán "Wilhem". Por lo tanto puede traducirse como "Protector Voluntarioso".

## Historia
El inglés "William" se ha tomado de la lengua normanda y se transmitió a Inglaterra después de la conquista normanda en el siglo XI, y pronto se convirtió en el nombre más popular en Inglaterra, junto con otros nombres como Norman, Robert, Richard, Roger, y Hugh (todos de origen germánico). 
En el siglo XVI, durante la Reforma, los protestantes abandonaron el uso de nombres católicos como William, en su lugar usando nombres bíblicos. 
Según un censo de EE. UU. de 1990, el nombre William era el 5.º más popular. El apellido Williams fue el 3.er apellido más común, con 0,699% de la población (alrededor de 1.747.500 personas).

## Primeros Williams

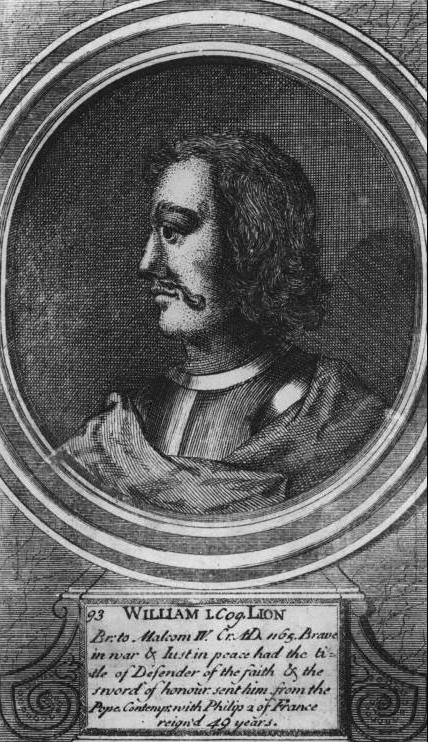
Rey Guillermo I de Escocia (1142-1214).

Los siguientes históricos y "primeros" Williams son de importancia nacional inglesa
- Rey Guillermo I de Inglaterra (1027-1087)
- Rey Guillermo I de Escocia (1142-1214)
- Príncipe Guillermo de Orange (1533-1584)
- El rey Guillermo III de Inglaterra ; .
- Guillermo I, rey de Prusia, emperador de Alemania (1871-1888); Wilhelm Friedrich Ludwig; primer líder de un verdadero Alemania unificada de la era moderna, como el Kaiser de Alemania Imperio.

- Datos: Q12344159
- Multimedia: William (given name) / Q12344159